# 高山市立朝日小学校
高山市立朝日小学校 （たかやましりつ あさひしょうがっこう）は、岐阜県高山市にある公立小学校。
校区は高山市朝日町全域（旧・朝日村）、高根町全域（旧・高根村）である。

## 沿革
朝日小学校は元々大野郡朝日村の一部が校区であったが、朝日村が高山市編入後の小学校統廃合により朝日町、高根町全域が校区となった。
- 1874年（明治7年） - 甲村に甲学校が開校（1月）。黒川村に黒川学校が開校（11月）。
- 1875年（明治8年） - 久須母村、大西村、柳島村、小屋名村、辻村、小谷村、甲村、見座村、立岩村、小瀬村、万石村、上ヶ見村、寺沢村、大広村、黒川村、浅井村、青屋村、寺附村、小瀬ヶ洞村、黍生谷村、一之宿村、桑之島村、宮之前村、西洞村、胡桃島村が合併し、朝日村が発足。
- 1886年（明治19年） - 甲学校が甲簡易科小学校、黒川学校が黒川簡易科小学校に、それぞれ改称する。
- 1888年（明治21年） - 甲簡易科小学校が甲尋常小学校に改称する。
- 1893年（明治26年） - 黒川簡易科小学校が黒川尋常小学校に改称する。
- 1901年（明治34年） - 甲尋常小学校と黒川尋常小学校を統合し、朝日尋常小学校となる。名目上の統合であり、旧・甲尋常小学校と旧・黒川尋常小学校を分教室とする。
- 1903年（明治36年） - 朝日尋常高等小学校に改称する。旧・甲尋常小学校と旧・黒川尋常小学校の校舎を現在地に移築し、統合校舎とする。
- 1920年（大正9年） - 校舎を新築する。
- 1924年（大正13年） - 農業補習学校を併設する。
- 1926年（大正15年） - 青年訓練所を併設する。
- 1935年（昭和10年） - 青年学校を併設する。
- 1941年（昭和16年） - 朝日国民学校に改称する。
- 1947年（昭和22年） - 朝日村立朝日小学校に改称する。
- 1957年（昭和32年） - 校舎（鉄筋コンクリート造3階建）が完成。
- 1999年（平成11年） - 現在の校舎（木造2階建）が完成。
- 2005年（平成17年）2月1日 - 朝日村が高山市に編入される。同時に高山市立朝日小学校に改称する。
- 2007年（平成19年） - 高山市立高根小学校を統合する。
- 2008年（平成20年） - 高山市立秋神小学校、高山市立日和田小学校を統合する。

## 教育目標
「ふるさとを愛し、夢に向かってたくましく生きる子」

## 主な進学先
公立学校の場合は、高山市立朝日中学校へ進学する。

## 義務教育学校の計画
- 高山市立朝日中学校と統合し、義務教育学校とする計画である。2028年度の開校予定である[2]。